# Intendencia de Buenos Aires
La intendencia de Buenos Aires, también denominada provincia de Buenos Aires o Intendencia de ejército y provincia de Buenos Aires fue un entidad política y territorial integrante de la monarquía española dentro del Virreinato del Río de la Plata. Se extendió por territorios que hoy forman parte de la República Argentina, Uruguay y Brasil. Luego de la Revolución de Mayo de 1810 continuó existiendo como parte de las Provincias Unidas del Río de la Plata hasta su constitución en provincia de Buenos Aires el 16 de febrero de 1820.

## Intendencia de ejército y Real Hacienda
La superintendencia de los asuntos de Real Hacienda del virreinato del Río de la Plata fue encomendada por el rey Carlos III de España al virrey Pedro de Cevallos en el título de su nombramiento como virrey el 1 de agosto de 1776:

(...) durante permanezcais en aquellos Países, assi en todo lo respectibo del Gobierno Militar como Político, y Superyntendente General en Real Hacienda en todos los ramos y producto de ella.

El 25 de octubre de 1777 Carlos III nombró a Manuel Ignacio Fernández como intendente de ejército y Real Hacienda para ocuparse del cobro, custodia y empleo de la renta de todo el virreinato, encargándolo de la recaudación de todos los ramos de Real Hacienda y de la administración del llamado ramo de guerra. Hasta entonces Fernández se había desempeñado como comisario de guerra de la expedición militar que Cevallos llevó al Río de la Plata. Dos días después el rey tomó la decisión de constituir permanentemente el virreinato designando virrey a Juan José de Vértiz y Salcedo y en cuyo título le expresó:

(...) y dejando la superintendencia y arreglo de mi real hacienda en todos los tribunales, ramos y productos de ella, al cuidado, dirección y manejo del intendente de ejército que he nombrado.

El 10 de febrero de 1778 una real orden reservada comunicó a Fernández instrucciones para su cargo y el 21 de marzo de 1778 se comunicó su nombramiento a las autoridades:

(...) y dejando la superintendencia, y arreglo de mi real hacienda en todos los tribunales, ramos, y productos de ella, al cuidado, direccion y manejo del intendente de egército don Manuel Fernandez, que he nombrado tambien para desempeñar las obligaciones de este nuevo ministerio, que he resuelto crear en aquel vireinato de Buenos Aires, conforme al método, reglas y estilo de las oficinas de España en cuanto sea adaptable á a quellos paises, y segun el mismo intendente considere útil y necesario á mi real servicio.

Fernández debía actuar a imitación de los intendentes de ejército y hacienda creados en Cuba y Venezuela. Vértiz y Fernández tomaron posesión de sus cargos en Montevideo el 26 de junio de 1778. El primer acto de Fernández fue una comunicación a los oficiales reales:

Muy señores míos. En este día he tomado posesión del empleo de Intendente de Ejército y Real Hacienda de todas las Provincias de este nuevo Virreinato, que Su Majestad se ha servido poner a mi cargo, para que como Gefe de su Real Hacienda pueda cuidar de su manejo, distribución, y arreglo: lo que participo a Vuestras Mercedes.

## Intendencia de ejército y provincia

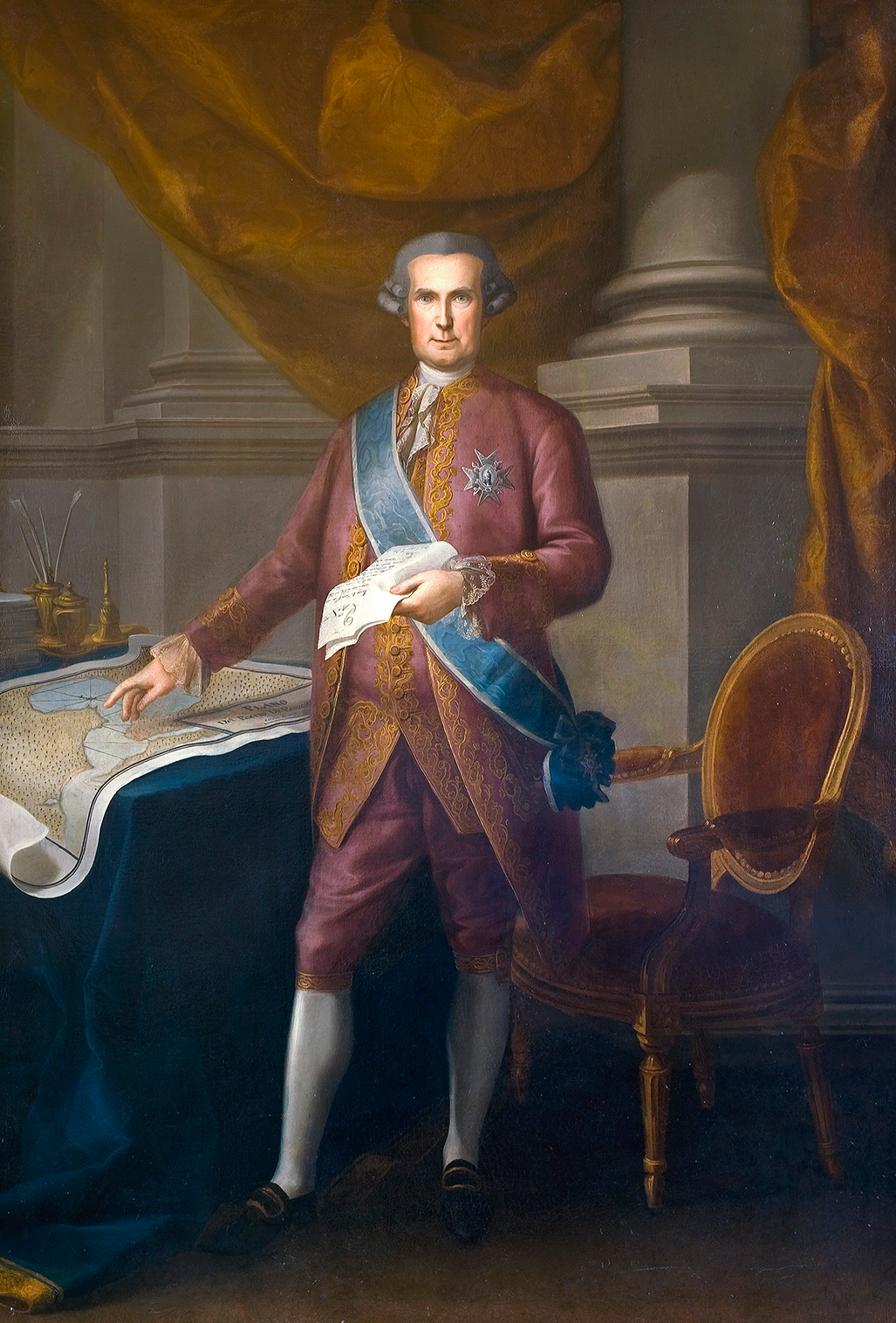
José de Gálvez, impulsor del régimen de intendencias en Indias.

- Wikisource contiene obras originales de o sobre Ordenanza de Intendentes del Río de la Plata.

### Real Ordenanza de Intendentes de 1782
La Real Ordenanza para el establecimiento e instruccion de Intendentes de exercito y provincia en el Virreinato de Buenos Aires fue promulgada el 28 de enero de 1782 por Carlos III y firmada por el ministro José de Gálvez. La ordenanza dividió el Virreinato del Río de la Plata en ocho intendencias, entre ellas la de Buenos Aires. Cuya jurisdicción abarcó todo el territorio del Obispado de Buenos Aires; las gobernaciones de Montevideo y Malvinas; la zona oriental de la Patagonia y de la Tierra del Fuego. Su poder alcanzaba a todas las otras intendencias.            //www.argentina.gob.ar/sites/default/files/interior.pdf
En su articulado de 276 artículos la ordenanza dispuso que la intendencia general de ejército y Real Hacienda que ya se hallaba establecida en Buenos Aires para todo el virreinato, se transformara en general de ejército y provincia y tuviera por capital y nombre el de esa ciudad y por distrito el de su obispado, siendo su intendente de nombramiento real (art. 1). 

Art. 1º: A fin de que mi Real voluntad tenga su pronto y debido efecto, mando se divida por ahora en ocho Intendencias el distrito de aquel Virreynato, y que en lo sucesivo se entienda por una sola Provincia el territorio ó demarcación de cada Intendencia con el nombre de la Ciudad ó Villa que hubiese de ser su Capital, y en que habrá de recidir el Intendente, quedando las que en la actualidad se titulan Provincias, con la denominación de Partidos, y conservando estos el nombre que tienen aquellas. Será una de dichas Intendencias la General de Exército y Provincia, que yá se halla establecida en la Capital de Buenos Ayres, y su distrito privativo, todo el de aquel Obispado. Las siete restantes, que han de crearse, serán solo de Provincia (...) Y las espresadas demarcaciones se espexificarán respectivamente en los títulos que se expidieren á los nuevos Intendentes que yo elija; pues me reservo nombrar siempre y por el tiempo de mí voluntad para estos empleos, personas de acreditado zelo, honor, integridad y conducta, como que descargaré en ellos mis cuidados, cometiendo al suyo el inmediato gobierno y protección de mis pueblos.

El intendente de Buenos Aires quedó como superintendente de los demás intendentes de provincia y a cargo exclusivo de todos los ramos de la Real Hacienda e intendencia de ejército, pues el virrey mantuvo sus cargos de gobernador y capitán general y agregó el de presidente de la audiencia a crearse en Buenos Aires (art. 2). El intendente de Buenos Aires pasó a ser delegado de la intendencia general de Real Hacienda de Indias, a cargo del secretario de Estado y del Despacho Universal de Indias. El intendente debía presidir una junta superior de Real Hacienda para todo el virreinato y con sede en la capital (art. 3). Esta junta pasó a tener la máxima jurisdicción en todos los asuntos de gobierno y administración de justicia en materias de Real Hacienda, y en lo económico de guerra, con absoluta inhibición de todos tribunales y la sola dependencia del rey por medio de la vía reservada del Despacho Universal de Indias (art. 5). El intendente, como corregidor de Buenos Aires, pasó a ejercer las causas de justicia, policía, hacienda y guerra bajo dependencia del virrey (que retuvo el vicepatronato de la provincia) y de la audiencia (art. 6). Los gobernadores políticos y militares de Montevideo y de las Misiones guaraníes quedaron subsistentes y bajo dependencia del intendente respecto de la causa de justicia y del mando militar de sus distritos, como también de la causa de policía en la capital de sus gobiernos (art. 7). Se creó el cargo de teniente letrado de nombramiento real para ejercer la jurisdicción contenciosa civil y criminal en la capital y su distrito, siendo al mismo tiempo asesor del intendente en todos los asuntos de la intendencia y su suplente (art. 12). 
Teniendo en cuenta las observaciones del virrey y del intendente, la ordenanza antes de ser ejecutada recibió una adenda de 17 artículos firmada por el rey el 5 de agosto de 1783, en la que dispuso que en vez de ser el título el de corregidor intendente lo fuera el de gobernador intendente (art. 1). Para suplir una eventual ausencia del intendente y de su teniente letrado se designó como interino al ministro más antiguo de la Real Hacienda de la provincia (art. 6).

### Creación y desarrollo de la intendencia de ejército y provincia
El 24 de marzo de 1783 Francisco de Paula Sanz fue designado por el rey para reemplazar a Fernández, recibiendo instrucciones el 10 de mayo de 1783 para constituirse como el primer intendente de ejército y provincia de Buenos Aires. Ello le confería cierta preeminencia sobre las restantes intendencias provinciales que se iban a crear. El 1 de julio de 1783 Paula Sanz juró en Montevideo como intendente de ejército y Real Hacienda del virreinato y asumió en Buenos Aires el 29 de noviembre de 1783. El intendente era subdelegado del secretario de Estado y del Despacho Universal de la Real Hacienda de España e Indias que residía en Madrid.
La adopción del sistema de intendencias en el virreinato fue dado a conocer en Buenos Aires el 29 de noviembre de 1783 por bando del virrey, junto con los nombres de los 7 intendentes designados por el rey, prestando juramento ese día ante la Real Audiencia de Buenos Aires. Esta audiencia fue creada el 14 de abril de 1783 disponiendo que: la cual tenga por distrito la provincia de este nombre y las tres del Paraguay, Tucumán y Cuyo. 
El nuevo rey Carlos IV el 9 de mayo de 1788 expidió una real orden al superintendente Paula Sanz por la cual se lo designó gobernador intendente de Potosí y se le ordenó que entregara su cargo al virrey Nicolás del Campo, que debía asumir también esa función. Lo cual se hizo efectivo el 23 de agosto de 1788.
En 1792 los virreyes recibieron atribuciones para suspender a los intendentes y a los subdelegados partidarios.
El 29 de junio de 1803 el rey Carlos IV promulgó una ordenanza general de intendentes que reemplazó a las existentes. De acuerdo con esa ordenanza el rey designó el 12 de diciembre de 1803 intendentes para las capitales virreinales de México, Lima y Buenos Aires. Domingo de Reynoso fue designado intendente de Buenos Aires separado del cargo de virrey, pero con atribuciones menores a las que tuvo Paula Sanz. Reynoso juró el 20 de marzo de 1804, pero una orden real de 11 de enero de 1804 había dispuesto que la ordenanza dejara de tener efecto y fuera recogida, por lo que recién pudo tomar posesión del cargo el 18 de enero de 1806. La Junta Suprema Central de Sevilla dispuso el 12 de abril de 1809 que Reynoso entregue su cargo al nuevo virrey Baltasar Hidalgo de Cisneros, lo que ocurrió el 31 de agosto de 1809.

## Subdelegaciones
El artículo 73 de la ordenanza de 1782 ordenó que los intendentes designaran subdelegados en las ciudades y villas populosas en las que hubiera tesorería de la Real Hacienda para ocuparse de instruir los sumarios de lo contencioso correspondiente a las causas de hacienda y de guerra (remitidas al intendente para su veredicto). En los gobiernos de Misiones y de Montevideo esas subdelegaciones debían recaer en sus gobernadores, que quedaban subordinados al intendente respecto de esas causas (art. 7), por lo que al inaugurarse el sistema de intendencias en el virreinato el 29 de noviembre de 1783 ambos gobernadores asumieron su nueva función. 
En la intendencia de Buenos Aires fueron designados subdelegados de Real Hacienda y guerra en las ciudades de Corrientes y de Santa Fe, que hasta entonces tenían cada una al frente un teniente de gobernador designado por el virrey.

### Subdelegación de Corrientes
Por orden del virrey Vértiz el 17 de noviembre de 1783 Juan García de Cossio entregó el mando como teniente de gobernador de Corrientes a Alonso de Quesada. 
El 23 de febrero de 1786 Alonso de Quesada finalizó su empleo como teniente de gobernador de Corrientes, quedando como primer subdelegado de hacienda y guerra, cesando en las causas de justicia y policía, pero continuando como subdelegado de Renta de Correos y presidente de la Junta de Temporalidades de Corrientes. El 27 de mayo de 1786 Quesada recibió la orden de entregar sus cargos de forma interina al alcalde de primer voto del cabildo de Corrientes, Felipe Díaz Colodrero, pero no el de subdelegado de guerra (o comandante de armas). El 31 de enero de 1788 Quesada recibió la orden de entregar el mando de subdelegado de guerra a José Ponciano Rolón, lo cual hizo el 2 de marzo de 1788. Rolón reunión de nuevo la subdelegación de hacienda y guerra y desde el 23 de mayo de 1788 también el de subdelegado de la Real Renta de Correos de Corrientes. Le sucedió Joaquín Legal y Córdoba desde el 27 de septiembre de 1790 hasta que el 12 de septiembre de 1793 fue designado Manuel de Basabe.
El 2 de septiembre de 1795 Basabe fue relevado de la causa de guerra, siendo designado Miguel Gerónimo Gramajo como comandante de armas. Al fallecer Gramajo el 30 de agosto de 1801 le sucedió interinamente José Ponciano Rolón, quien a su vez falleció en octubre de 1801 reasumiendo interinamente Basabe como comandante de armas. Éste había renunciado a su cargo de subdelegado de Real Hacienda el 18 de junio de 1799, remplazándolo Juan Manuel Salcedo a partir del 3 de julio de 1799 y hasta el 19 de abril de 1809.
La comandancia de armas pasó a Pedro Fondevila por designación el 2 de marzo de 1802, asumiendo el 5 de julio de 1802. El 17 de diciembre de 1808 fue restaurada la tenencia de gobierno de Corrientes asumiendo Fondevila como teniente de gobernador, justicia mayor y capitán de guerra. Desde el 19 de abril de 1809 recibió además el cargo de subdelegado de Real Hacienda y de la Renta de Correos.
Luego de la Revolución de Mayo de 1810 la Junta de Buenos Aires designó a Elías Galván el 18 de septiembre de 1810 como teniente de gobernador.
El cabildo de Corrientes disputó desde 1778 con la provincia del Paraguay el área de Curupayty y Lomas de Pedro González, delimitado por los ríos Tebicuary, Paraguay y Paraná, y por los esteros que median entre esos ríos y los pueblos y estancias más occidentales de las Misiones guaraníes, hasta el arroyo Yabebirí. El área hoy pertenece al departamento de Ñeembucú en la República del Paraguay. El 9 de noviembre de 1779 resolvió provisoriamente el virrey Vértiz:

(...) que aquel terreno se divida en dos partes iguales, y que se adjudique á cada una, la que la séa contigua ó inmediata, comisionando para esta division, y dilijencias, cuyos costos habran de satisfacer ésa ciudad, y la del Paraguay, al Gobernador interino de los pueblos de Misiones, y en la intelijencia que á estos no se les ha de perjudicar en los terrenos que les séan necesarios, para su estension, estancias chacaras y sementeras, con los montes precisos para cortes de leña y maderas (...)

Fue comisionado el gobernador Soria de Misiones, pero no practicó el deslinde, por lo que las partes acordaron establecer el límite en el arroyo Hondo. En el sector correntino se estableció una comandancia militar y en lo eclesiástico quedó formando una viceparroquia dependiente del curato de la Ensenada de la ciudad de Corrientes dentro del obispado de Buenos Aires. Tras la Revolución de Mayo el 27 de septiembre de 1810 el segundo comandante de la villa de Pilar de Ñeembucú, Juan José Rojas, ocupó Curupayty sin combatir, incorporándolo al Paraguay. El Tratado de Amistad, Auxilio y Comercio firmado el 12 de octubre de 1811 entre la Junta Grande del Río de la Plata y la Junta Gubernativa de Asunción, establecía en su artículo 4 que los límites entre las intendencias de Buenos Aires y del Paraguay, permanecerían como se hallaban hasta que un Congreso General los definiera, dejando en posesión paraguaya el partido de Pedro González. Debiendo acordarse con el obispo de Buenos Aires esa solución interina para que no interfiera en el partido disputado.
En el distrito de la subdelegación de Corrientes se hallaban pueblos de españoles sin fundación formal ni cabildo, existentes desde antes de la creación del virreinato: San José de las Siete Lagunas Saladas, Nuestra Señora del Rosario de Caá Catí, Mburucuyá, San Roque, Concepción de Yaguareté Corá, Paso del Rey (hoy Paso de la Patria), Curupaity. Los partidos (o pagos) que fueron condensando en pueblos eran: Santa Rita de la Esquina (capilla en 1799), Goya (guardia desde 1791) y Curuzú Cuatiá (capilla en 1799). Los pueblos de indios existentes durante el virreinato en la jurisdicción de Corrientes, que tenían sus propios cabildos, eran: Santa Lucía de los Astos, San Fernando de las Garzas (de abipones), Santa Ana de los Guácaras e Itatí (de guaraníes).

### Subdelegación de Santa Fe
En Santa Fe el teniente de gobernador Melchor de Echagüe y Andía cesó en ese cargo el 20 de marzo de 1786, cuando recibió la designación de subdelegado de Real hacienda y guerra de fecha 11 de marzo de 1786.
El 19 de febrero de 1793 el virrey relevó a Echagüe y Andía designando al capitán de Dragones Prudencio María de Gastañaduy como comandante de armas y subdelegado de Real Hacienda y Correos, asumiendo el 4 de marzo de 1793. El 18 de diciembre de 1795 el ministro del Despacho Universal de la Guerra, Miguel José de Azanza, comunicó la decisión del rey de restablecer el cargo de teniente de gobernador político y militar para Santa Fe del Río Paraná. El 28 de mayo de 1796 el virrey comunicó ese nombramiento para Gastañaduy, quien retuvo su cargo de subdelegado de Real hacienda asumiendo el 4 de julio de 1796.
El 10 de agosto de 1810 la Junta nombró como nuevo teniente de gobernador al coronel Manuel Ruiz.
En el distrito de la subdelegación de Santa Fe se hallaban los partidos (o pagos) de: Bajada del Paraná, Rosario (Pago de los Arroyos, creado en 1784), Nogoyá (creado en 1792) y Coronda (creado en 1799). En las inmediaciones de la ciudad de Santa Fe se hallaba la frontera con los pueblos guaycurúes y abipones del Chaco.

### Gobierno de Misiones
La ordenanza dispuso que los límites de la intendencia de Buenos Aires coincidieran con los del obispado de Buenos Aires, los que a su vez concordaban con los de la gobernación del Río de la Plata que gobernaba el virrey, a excepción del gobierno subordinado de los Treinta Pueblos de las Misiones Guaraníes que se hallaba sobre el límite entre los obispados de Buenos Aires y de Asunción, y que la ordenanza dejó existente. Este límite entre ambas diócesis en territorio misionero fue laudado el 8 de junio de 1727 por los sacerdotes José Insaurralde y Anselmo de la Mata por orden del rey, fijándose en la divisoria de aguas entre las cuencas de los ríos Uruguay (de Buenos Aires) y Paraná (de Asunción). Este límite pasó a ser el de las jurisdicciones de ambos intendentes en las materias de su incumbencia (hacienda, policía y vicepatronato), mientras que el gobernador mantuvo el mando militar y la causa de justicia de todo su distrito, junto con la de policía en el pueblo capital de Candelaria (art. 7 de la ordenanza). En la jurisdicción de la intendencia de Buenos Aires quedaron los pueblos agrupados en los departamentos de Yapeyú, Concepción y San Miguel.
- Departamento de Yapeyú: integrado con los pueblos de: Yapeyú (cabecera del departamento), La Cruz y Santo Tomé al oeste del río Uruguay (actual Argentina) y al este del mismo río, San Borja (actualmente del Brasil). Por la ribera oeste del Uruguay su jurisdicción llegaba hasta el arroyo Yeruá y por la ribera este hasta el río Negro.

- Departamento de San Miguel: integrado con los pueblos de: San Miguel (cabecera del departamento), San Nicolás, San Luis, San Lorenzo, San Juan y San Ángel. Todos ubicado en el actual Brasil, entre el río Uruguay, el Yacuy y el arroyo Piratiny.

- Departamento de Concepción: integrado con los pueblos de: Concepción (cabecera del departamento), San José, San Carlos, Apóstoles, Santa María la Mayor, Mártires y San Xavier. Ubicados al occidente del río Uruguay entre las nacientes del Aguapey y el arroyo Guazú Pisoró (actual Argentina).

Los límites con el virreinato del Brasil del Reino de Portugal fueron fijados en territorio misionero en la Banda Oriental por el tratado de San Ildefonso, firmado el 1 de octubre de 1777, que abrogó el tratado de Tordesillas. El límite quedó fijado por una línea trazada desde el océano Atlántico por el arroyo Chuy, laguna Merín, río Piratiní, la cabecera del río Negro, río Pepirí Guazú hasta su cabecera y de allí a la del río San Antonio que desemboca en el río Iguazú. En las zonas montañosas la línea se fijó en los puntos más altos de las cordilleras que separan las cabeceras de los ríos. La demarcación generó muchas controversias ya que los comisarios demarcadores no se pusieron de acuerdo sobre cuáles eran los ríos Piratiní, Pepirí Guazú y San Antonio, y el límite quedó mayormente indefinido. Durante la guerra de las Naranjas en 1801 fuerzas portuguesas ocuparon las Misiones Orientales, destruyeron la población de Batoví y el fuerte de Santa Tecla, estableciendo el límite de facto en el río Uruguay y en el río Ibicuí. La intendencia de Buenos Aires perdió así la totalidad del departamento de San Miguel y parte de las estancias de Yapeyú.
El virrey Gabriel de Avilés y del Fierro dispuso el 18 de enero de 1800 una línea limítrofe provisional entre Misiones y la tenencia de gobierno de Corrientes dentro de la intendencia de Buenos Aires, estableciendo ser de Yapeyú:

... desde la cuchilla, que jira desde las inmediaciones del Rio Corriente y Miriñay en sus nacientes del Yberá, hasta las de Guayquiraró y Mocoretá, dividiendo las vertientes de las aguas en aquellos campos; con lo que quedaron sujetos á aquel Gobierno todos los establecimientos de aquella banda de dicha cuchilla en que se comprehende la capilla de Nuestra Señora del Pilar del Curato de San Roque, asistida de un clérigo con jurisdiccion espiritual: está situada entre los Rios Miriñay, y Mocoretá, sobre el de Curuzucuatíá.

El gobernador interino Francisco Fiera entregó al mando a Francisco Bruno de Zavala el 8 de marzo de 1786, quien falleció el 31 de marzo de 1800. Le sucedió interinamente el coronel Joaquín de Soria desde el 5 de septiembre de 1800, siendo confirmado por real orden del 3 de diciembre de 1801. Al ser nombrado Soria gobernador de Montevideo, fue designado interinamente el 5 de noviembre de 1802 el capitán de navío Santiago de Liniers, quien asumió en Candelaria el 6 de marzo de 1803.
Por real decreto de 28 de marzo de 1803 fue creado el gobierno político y militar de Misiones, volviendo Misiones a tener un gobierno unificado separado de ambas intendencias. El 17 de mayo de 1803 el rey nombró al coronel Bernardo de Velasco como su gobernador, quien asumió en Candelaria el 9 de octubre de 1804, finalizando la dependencia del intendente de Buenos Aires.

(...) he creído muy conveniente la reunión de dichos pueblos bajo de un solo Gobierno que comprenda todas las Misiones de ellos, y lo están las de Mairia, Mojos y Chiquitos, á cuyo fin he venido en conferir el Gobierno militar y político que he tenido á bien crear por mi Real Decreto de veinte y ocho de Marzo de este año al Teniente Coronel D. Bernardo de Velasco, para que tenga el mando de los treinta pueblos Guaranis y Tapes con tal independencia de los gobiernos del Paraguay y Buenos Aires, bajo los cuales se hallan divididos en el día por ser tan importante la creación de un Gobierno en aquel paraje (...)

Cuando fue creado el gobierno político y militar de Misiones su territorio al este del río Uruguay fue cayendo fuera de su control por la ocupación portuguesa y por el avance de los estancieros. El virrey Vértiz fijó el límite misionero en la línea de los ríos Queguay y Negro, existiendo en el área la Villa de Belén (fundada el 14 de marzo de 1801 por el capitán Jorge Pacheco) y el pueblo de Paysandú (asentamiento misionero desde 1772, con parroquia desde 1805). Al oeste del río Uruguay el límite con la intendencia de Buenos Aires se mantuvo en el arroyo Yeruá.
El 12 de septiembre de 1805 el rey designó a Bernardo de Velasco como intendente del Paraguay sin dejar el cargo de gobernador político y militar de Misiones, asumiendo en Asunción el 5 de mayo de 1806. Debido a las Invasiones Inglesas Velasco fue llamado a Buenos Aires y los gobiernos reunidos del Paraguay y Misiones quedaron interinamente a cargo de Manuel Gutiérrez Varona en 1807 y de Eustaquio Giannini en 1808. El virrey Liniers nombró el 2 de mayo de 1808 bajo su dependencia al capitán Agustín de la Rosa como comandante general de las armas en los pueblos de Misiones con sede en Concepción. Cuando Velasco retornó a Asunción exigió el 18 de octubre de 1809 al comandante general de armas que se pusiera bajo su dependencia, como lo hicieron los subdelegados de Misiones, pero este la desconoció el 3 de noviembre de 1809, por lo que Velasco se quejó al nuevo virrey Baltasar Hidalgo de Cisneros el 22 de noviembre. Cisneros había designado el 14 de diciembre al coronel Tomás de Rocamora para encargarse de los asuntos políticos y militares de Misiones en reemplazo de Agustín de la Rosa, lo que fue acatado por Velasco el 10 de enero de 1810. Rocamora gobernó sobre los departamentos de Yapeyú, Candelaria y Concepción, quedando los territorios al norte del Paraná (departamento de Santiago), gobernados desde Asunción. Al tomar conocimiento de la Revolución de Mayo el 16 de junio de 1810 Tomás de Rocamora comunicó el 18 de junio su reconocimiento a la junta provisional de Buenos Aires.

### Gobierno de Montevideo
Desde el 8 de junio de 1784 el virrey marqués de Loreto colocó bajo las órdenes militares del gobernador de Montevideo al puerto de Maldonado y a las fortalezas de Santa Teresa y Santa Tecla. El gobernador de Montevideo Joaquín del Pino recibió la subdelegación de Real Hacienda y guerra pese a la oposición del intendente Fernández. 
El 4 de septiembre de 1788 por disposición del virrey marqués de Loreto, fue ampliada por delegación del virrey la jurisdicción del gobernador de Montevideo como subdelegado de Real Hacienda hasta los ríos Negro, Uruguay y de la Plata, incluyendo Colonia del Sacramento, Real de San Carlos, Rosario, Víboras, Vacas, Santo Domingo de Soriano, Maldonado, Pueblo nuevo de S. Carlos, Santa Teresa, Santa Tecla y demás de aquel continente. El virrey Nicolás Antonio de Arredondo retiró esa delegación en 1790, quedando restringida a la sola gobernación que en 1810 comprendía las villas de San Juan Bautista (Santa Lucía), Guadalupe (Canelones), San José (las tres con cabildos) y los partidos judiciales de Pando, Las Piedras y Porongos (Trinidad).
A Joaquín del Pino le sucedió interinamente Miguel de Tejada en 1790, siguiéndole luego: Antonio Olaguer y Feliú del 2 de agosto de 1790 al 2 de mayo de 1797; José de Bustamante y Guerra desde el 11 de febrero de 1797 hasta el 12 de febrero de 1804 cuando le sucedió Pascual Ruiz Huidobro. Éste fue tomado prisionero por los británicos el 3 de febrero de 1807 y fue remplazado por Francisco Javier de Elío el 23 de julio de 1807, recuperándose la ciudad el 9 de septiembre de 1807. Opuesto a la Revolución de Mayo, el 4 de abril de 1810 dejó el mando militar a Joaquín de Soria y el político a Cristóbal Salvañach.
El distrito del gobierno político y militar de Montevideo comprendía el sector entre el arroyo Cufré, el cerro Pan de Azúcar, la cuchilla Grande hasta el cerro Ojosmín y el Río de la Plata, existiendo allí, además de la ciudad de Montevideo, las villas con cabildos de: San Juan Bautista (hoy Santa Lucía, fundada el 19 de diciembre de 1782), San José (fundada el 1 de junio de 1783) y Guadalupe (hoy Canelones (fundada en 1774 en el sitio denominado Talitas y trasladada el 24 de abril de 1783 a su ubicación actual). Sin cabildo existían en esa jurisdicción las villas de: Concepción de Pando (fundada el 5 de agosto de 1780), San Isidro Labrador de las Piedras (fundada no oficialmente el 8 de marzo de 1744 y como villa en 1800) y San Fernando de la Florida Blanca (hoy Florida, fundada el 24 de abril de 1809 al trasladarla desde El Pintado, que databa de 1800). Fuera de la jurisdicción original de Montevideo, pero de facto bajo su gobierno se hallaba la villa sin cabildo de Nuestra Señora de la Santísima Trinidad de los Porongos (hoy Trinidad, fundada el 14 de abril de 1804).

## Dependencias directas del gobernador intendente
A diferencia de las intendencias del Alto Perú, cuyos territorios se hallaban completamente divididos en corregimientos, el territorio de la intendencia de Buenos Aires no los tenía y fuera de las áreas dependientes de las extinguidas tenencias de gobierno de Corrientes y de Santa Fe, y de las gobernaciones de Misiones y de Montevideo, existían extensos territorios que quedaron bajo dependencia directa de intendente, incluyendo al distrito del cabildo de Buenos Aires y las áreas despobladas o de dominio indígena de la Pampa y de Patagonia.

### Distrito de los cabildos de Buenos Aires y de Luján
Mientras el Cabildo de Luján se hallaba suspendido (desde 1784 hasta 1786), el superintendente Paula Sanz dividió en 1785 la campaña de Buenos Aires en trece partidos, a cargo de alcaldes de la Santa Hermandad dependientes del Cabildo de Buenos Aires: Las Conchas, San Isidro, La Matanza y Cañada de Morón (un solo partido con dos alcaldes),  Pilar, Cañada de la Cruz, Baradero, San Nicolás de los Arroyos, Pergamino, Arrecifes, Magdalena, San Vicente, Quilmes, San Antonio de Areco.
En 1786 fue restablecido el cabildo de Luján, con jurisdicción desde el río de las Conchas (hoy río Reconquista) hasta el río de Areco y desde el Río de la Plata, por el norte, hasta la frontera con los indígenas en el río Salado. Quedaron bajo su jurisdicción los partidos de: San Antonio de Areco o Areco Arriba, Pilar, Cañada de la Cruz o Exaltación de la Cruz o Capilla del Señor
Posteriormente fueron creados bajo dependencia del cabildo de Buenos Aires los partidos de: Lobos (en 1805), Palermo (en 1808) y Chascomús (en 1809). Bajo dependencia del cabildo de Luján fue creado el partido de San Lorenzo de Navarro en 1798.
En la Banda Oriental dependían del cabildo de Buenos Aires los partidos con alcaldes de hermandad sujetos a la jurisdicción del comandante militar de Colonia del Sacramento: Colonia del Sacramento (fue declarada villa con cabildo en 1809), Las Víboras (fundado en 1780, hoy casi inexistente), Rosario del Colla (fundada el 24 de enero de 1775 como caserío de El Colla o Vigilancia, villa desde 1810), Real de San Carlos.

### Otras jurisdicciones de la Banda Oriental
La villa de Santo Domingo Soriano era una antigua reducción de chanaes que el 21 de mayo de 1802 el rey Carlos IV le confirió el rango de villa, perdiendo la categoría de pueblo de indios. Tenía un cabildo cuya jurisdicción estaba delimitada por el río Uruguay, río Negro, arroyo Grande, arroyo Maciel y río San Salvador. De su cabildo dependían los partidos con alcaldes de hermandad de: Nuestra Señora de Mercedes (fundada en 1788 y más conocida como Capilla Nueva), y Dolores de San Salvador (fundada el 22 de septiembre de 1801, al trasladarla desde San Juan o El Espinillo, sitio que estuvo poblado entre 1780 y 1800).
La ciudad de San Fernando de Maldonado recibió esta categoría en 1786. Tenía un cabildo desde el 5 de septiembre de 1784, y desde 1792 un ministro de Real Hacienda llamado Rafael Pérez del Puerto. De la comandancia de la Frontera dependían las poblaciones de: Nuestra Señora de los Remedios de Rocha (fundada el 21 de noviembre de 1793 por Rafael Pérez del Puerto, tenía un alcalde de hermandad), Villa de Nuestra Señora de la Concepción de Minas (fundada en 1783 por Rafael Pérez del Puerto), Villa de San Carlos (desde 1771 dejó de depender en los asuntos políticos del comandante de Maldonado), la Fortaleza de Santa Teresa (fue una comandancia separada desde 1763, antes de depender de Maldonado. Su jurisdicción estaba comprendida entre los arroyos Don Carlos y Chuy. El aledaño pueblo de Santa Teresa existió hasta su abandono en 1811), Fuerte de San Miguel.
La comandancia general de la Campaña o de Cerro Largo tenía sede en la Villa de Nuestra Señora del Pilar del Cerro Largo (hoy Melo), fundada el 27 de junio de 1795 junto a la Guardia de San Nicolás de Bari o de Cerro Largo, existente desde 1791 y fundada por Cipriano de Melo y Meneses. Fue ocupada por Portugal en 1801 y recuperada por España ese mismo año. Esta comandancia fue separada de la de Maldonado a fines de 1795. Se hallaban bajo su dependencia las guardias de: San Luis del Piray, Aceguá, Arredondo (hoy Río Branco), San Antonio de la Barra, San José, Santa Rosa (las 3 últimas creadas en 1792 entre los ríos Piratiní y Yaguarón). En 1801 los portugueses destruyeron: la Villa de San Gabriel de Batoví (fundada por Félix de Azara el 2 de noviembre de 1800 y destruida el 29 de junio de 1801), el Fuerte de Santa Tecla (fundado en 1774 y destruido el 29 de junio de 1801) y San Rafael del Tacuarembó (guardia fundada en 1793 entre Batoví y Santa Tecla).

### Entre Ríos
En 1778 el virrey Vértiz decidió que el territorio comprendido entre el río Paraná, el arroyo Nogoyá, el arroyo Raíces, el río Gualeguay, el arroyo Yeruá y el río Uruguay dejara de depender del cabildo de Santa Fe y pasara a la jurisdicción del cabildo de Buenos Aires, siendo nombrado comandante militar de la costa del Uruguay Agustín Wright.
El 4 de septiembre de 1782 el virrey reunió en un solo mando las jurisdicciones de Gualeguay, Gualeguaychú y Arroyo de la China, junto con el comando de las milicias de los 3 partidos y las de Nogoyá y La Bajada, con un jefe residente en Gualeguay, quedando constituida la Comandancia general de los partidos de Entre Ríos. Ante la protesta del cabildo de Santa Fe, los partidos de La Bajada y Nogoyá volvieron a la jurisdicción santafesina, que designó como alcalde de hermandad a Sebastián Aguirre, el 1 de enero de 1783.
El 20 de marzo de 1783 Tomás de Rocamora fundó la villa de San Antonio de Gualeguay Grande. Luego se dirigió al partido del Arroyo de la China en donde fundó la villa de Nuestra Señora de la Concepción del Uruguay el 25 de junio, y el 20 de octubre fundó la villa de San José de Gualeguaychú. En las tres villas quedaron instalados los respectivos cabildos con sus alcaldes. 
En 1784 el cabildo de Concepción del Uruguay fijó su jurisdicción entre los ríos Uruguay y Gualeguaychú, el arroyo Gená, el río Gualeguay, el arroyo Lucas y el arroyo Yeruá hasta el río Uruguay. 
La Primera Junta dispuso el 5 de septiembre de 1810 que los 3 partidos del este de Entre Ríos dependieran nuevamente de la tenencia de gobierno de Santa Fe, siendo su comandante militar Josef de Urquiza.

### Comandancias militares
Existían además otros comandantes militares con jurisdicción política, que solían tener a su lado un ministro de Real Hacienda dependiente del intendente.
La costa atlántica de la Patagonia estaba en la jurisdicción del gobernador del Río de la Plata desde el 1 de junio de 1570 cuando el rey Felipe II de España le otorgó al adelantado Juan Ortiz de Zárate 200 leguas de costa desde el Río de la Plata hasta el estrecho de Magallanes. El 14 de mayo de 1778 el rey Carlos III ordenó crear poblaciones, que se establezca en las Bahías Sin Fondo y de San Julian, comprendidas en la referida costa del nuevo vireynato de Buenos Ayres. Para estas fundaciones el rey nombró 2 comisarios superintendentes que fundaron el Fuerte San José (7 de enero de 1779), Fuerte de Nuestra Señora del Carmen (22 de abril de 1779, trasladado a la margen norte del río Negro el 13 de junio de 1779 -hoy Carmen de Patagones-), Puerto Deseado (23 de mayo de 1780 ) y Nueva Colonia y Fuerte de Floridablanca (1 de diciembre de 1780). El 8 de junio de 1781 el ministro Gálvez comunicó al intendente de Fernández que los 4 establecimientos en todo lo que sea respectivo á la real hacienda están sujetos como todos los demás empleados en ella en ese vireinato á la superintendencia general que ejerce V. S. El 1 de agosto de 1783 el rey dispuso el abandono de los establecimientos a excepción de Carmen de Patagones. Tras la muerte del comisario superintendente Juan de la Piedra en enero de 1785 el mando político y militar pasó al comandante de armas del fuerte, estableciéndose la Comandancia de Patagones o del Río Negro. Tras la Revolución de Mayo el fuerte quedó efímeramente bajo control revolucionario, pero fue reconquistado por los realistas quienes lo mantuvieron en su poder hasta 1814. 
La Comandancia de las Islas Malvinas, con sede en Puerto Soledad, fue establecida el 5 de enero de 1774 cuando cesó en sus funciones el último gobernador de las islas Malvinas. Había en Puerto Soledad un presidio y un ministro de Real Hacienda. El 13 de febrero de 1811 el comandante de la Real Armada Pablo Guillén Martínez las evacuó por orden del gobernador realista de Montevideo, Gaspar de Vigodet.
La isla Martín García en el Río de la Plata desde 1765 funcionó como cárcel y lugar de destierro, al mando de un comandante del Presidio de Martín García que contaba con una guarnición de soldados del Regimiento de Infantería de Buenos Aires. El virrey Pedro de Cevallos la fortificó y convirtió en guarnición militar (Comandancia de Martín García).
La Comandancia de la Ensenada de Barragán fue fundada el 2 de enero de 1801 por el virrey marqués de Avilés, ordenándole al coronel Pedro Cerviño la traza del pueblo. 
El 17 de abril de 1778 partió de Montevideo una expedición para establecer la gobernación de Fernando Poo y Annobón en el golfo de Guinea en África bajo jurisdicción del virrey de Buenos Aires. Ambas islas habían sido cedidas por Portugal por el tratado de San Ildefonso en 1777, pero la expedición (que llevaba un ministro de Real Hacienda) fracasó y el 12 de febrero de 1783 retornaron a Montevideo los 26 expedicionarios remanentes. Luego de eso España no volvió a intentar colonizarlas hasta 1843.

## Organización territorial eclesiástica
El artículo 6 de la ordenanza de 1782 dejó el vicepatronato Real en la intendencia de Buenos Aires en manos del virrey. Esto significaba que quedaba bajo autorización del virrey la construcción de iglesias, conventos, capillas y de otros centros de culto de la Iglesia católica oficial. También la aprobación de cargos eclesiásticos como párrocos, canonjías, dignidades y beneficios. Los prelados debían dar cuenta de sus actos al virrey. 

### Parroquias existentes antes de creación de la intendencia
Inicialmente toda la gobernación del Río de la Plata estaba comprendida en la parroquia de la Santísima Trinidad de la ciudad de Buenos Aires (hoy Catedral metropolitana de Buenos Aires), desde que fue fundada la ciudad el 11 de junio de 1580.
Luego de la creación de la diócesis de Buenos Aires por la bula del 30 de marzo de 1620, existían en la campaña bonaerense dos reducciones indígenas que luego fueron transformadas en parroquias para indígenas y españoles: Reducción de Santiago de Baradero (fundada por misioneros franciscanos en 1625, fue erigida en parroquia (curato) en 1638 y extinguida en 1780) y Reducción de la Exaltación de la Santa Cruz de los Indios Quilmes, fundada en 1666 y extinguida el 14 de agosto de 1812.
El 23 de octubre de 1730 el cabildo eclesiástico de Buenos Aires erigió seis parroquias rurales en la campaña bonaerense, confirmadas por la real cédula del 17 de diciembre de 1731: Santa María de Magdalena (sede provisoria en la reducción de Quilmes); de la Costa o Monte Grande (San Isidro Labrador); Matanza y Las Conchas (sede provisoria en el oratorio de Francisco de Merlo); Nuestra Señora de Luján; San José de los Arrecifes (sede provisoria en la reducción de Baradero); San Antonio de Areco.
En 1750 fueron creadas las viceparroquias de: Cañada de la Cruz o Capilla del Señor (dependiente de la parroquia de Areco); Pilar (dependiente de la parroquia de Luján) y San Vicente Ferrer o San Nicolás de los Arroyos (dependiente de la parroquia de los Arroyos).
El 28 de septiembre de 1780 se erigieron nuevas parroquias, luego de la visita pastoral del obispo Sebastián Malvar y Pinto el año anterior: Arrecifes, Baradero, San Pedro, Pergamino, San Nicolás de los Arroyos, San Antonio de Areco, Capilla del Señor, San Isidro, Las Conchas o Tigre, Morón (trasladada desde Matanza), Luján, Pilar, Magdalena, Quilmes, San Vicente.

### Parroquias existentes luego de la creación de la intendencia
Luego de las visitas pastorales del obispo Benito Lue en 1803 y 1805, se decidió aumentar el número de parroquias en 1806, pasando a existir: Arrecifes, Baradero, San Pedro, Pergamino, San Nicolás de los Arroyos, San Antonio de Salto (viceparroquia dependiente de Arrecifes), San Antonio de Areco, Capilla del Señor, Luján, Guardia de Luján (viceparroquia dependiente de Luján), Navarro (viceparroquia dependiente de Luján), Pilar, San Isidro, Las Conchas o Tigre, Morón, San Fernando, Lobos, San José de Flores, Magdalena, Ensenada de Barragán (viceparroquia dependiente de Magdalena), Chascomús (viceparroquia dependiente de Magdalena), Quilmes, San Vicente.

### Parroquias de la ciudad de Buenos Aires
En la ciudad de Buenos Aires existían 7 parroquias: Sagrario—Catedral, Colegio de San Ignacio—San Nicolás de Bari (3 de noviembre de 1769), Inmaculada Concepción (3 de noviembre de 1769), Nuestra Señora de Montserrat (3 de noviembre de 1769), Nuestra Señora de la Piedad (3 de noviembre de 1769) y Nuestra Señora del Socorro (25 de marzo de 1783), San Pedro González Telmo (31 de mayo de 1806).

### Curatos de la Banda Oriental
Los primeros curatos o parroquias fueron los de Vívoras y San Salvador del Espinillo (creados en 1680), Montevideo, San Fernando de Maldonado (creado en 1730), San Carlos de Maldonado (creado en 1680), Canelones (o Guadalupe, creado en 1778), Colonia del Sacramento (creado en 1679), Santo Domingo Soriano (creado en 1650, con la ayuda parroquia de Mercedes), San Isidro de las Piedras (creado en 1780).
En febrero de 1805 fueron creados los curatos de: Santísima Trinidad de los Porongos, San Benito de Paysandú, San Rafael del Cerro Largo, San José, Concepción de Minas, el Pintado, Carmen del Yí.

### Otras parroquias
Rosario de los Arroyos, Coronda, Bajada del Paraná, Santa Fe, Corrientes, Concepción del Uruguay, Gualeguay, Gualeguaychú (creada en 1783) San José de Saladas, San Roque, Caacaty, San Cosme de las Ensenadas (creada el 9 de junio de 1806, con una ayuda de parroquia en la capilla de Nuestra Señora del Rosario y San Luis Gonzaga en Lomas de Pedro González), San Luis del Palmar (creada el 9 de junio de 1806, con ayuda en el oratorio de Fernández Blanco).

## Gobernación intendencia de Buenos Aires
El 25 de mayo de 1810 se produjo la Revolución de Mayo en Buenos Aires, durante la cual fue depuesto el virrey Baltasar Hidalgo de Cisneros y asumió una Junta de gobierno que se hizo cargo de la superintendencia de Real Hacienda. La gobernación intendencia de Buenos Aires fue restablecida por el Primer Triunvirato el 13 de enero de 1812, nombrando a Miguel de Azcuénaga como gobernador intendente, subsistiendo el cargo hasta que cesaron las autoridades nacionales de las Provincias Unidas del Río de la Plata como consecuencia de la batalla de Cepeda, librada el 1 de febrero de 1820. El último gobernador intendente fue Matías Miguel de Irigoyen, que gobernó solamente del 9 al 11 de febrero de 1820, fecha esta última en la cual el cabildo de Buenos Aires reasumió el poder y lo nombró gobernador provisorio de la nueva provincia de Buenos Aires, cargo que ejerció efímeramente hasta el 18 de febrero de 1820.

#### Gobernadores intendentes
- Miguel de Azcuénaga, asumió el 13 de enero de 1812
- Antonio González Balcarce, asumió el 14 de febrero de 1813
- El Cabildo de Buenos Aires, asumió interinamente el 16 de abril de 1815
- Manuel Luis de Oliden, asumió en mayo de 1815
- José Rondeau, asumió el 8 de junio de 1818
- Juan Ramón Balcarce, asumió el 30 de julio de 1818 hasta noviembre de 1818
- Pedro Ibáñez, asumió interinamente en ausencia de Balcarce en noviembre de 1818
- Eustoquio Díaz Vélez, asumió interinamente en ausencia de Balcarce 13 de noviembre de 1818 hasta el 16 de marzo de 1819. Pidió la separación del cargo de gobernador intendente del de intendente general de policía, cargo este último que ejerció hasta el 9 de febrero de 1820[39]
- Juan Ramón Balcarce, reasumió el 17 de marzo de 1819 hasta el 9 de febrero de 1820
- Matías Miguel de Irigoyen, asumió el 9 de febrero de 1820 hasta el 11 de febrero de 1820
- El cabildo de Buenos Aires, reasumió la autoridad el 11 de febrero de 1820 hasta el 18 de febrero de 1820.